# مسائل اسمیل
مسائل اسمیل (به انگلیسی: Smale's problems) فهرستی از هجده مسئلۀ حل نشدۀ ریاضی در سال ۱۹۹۸ است که توسط استیو اسمیل در همین سال انتشار یافت و در ۱۹۹۹ بازنشر شد. اسمیل این فهرست را در پاسخ به درخواست ولادیمیر آرنولد که در آن زمان معاون مدیر کل اتحادیه جهانی ریاضیات بود، تدوین کرد. آرنولد از گروهی از ریاضیدانان خواسته بود تا فهرستی از مسائل ریاضی برای قرن بیست و یکم پیشنهاد دهند. الهام بخش او در طرح این خواسته، فهرست مسائل هیلبرت بود که در اوائل قرن بیستم توسط ریاضیدان نامی، هیلبرت، پیشنهاد شده بود.
از میان این مسائل، تا کنون بعضی به صورت جزئی پاسخ داده شده اند. علاوه بر این، تا سال ۲۰۱۶ نیز سه مسئله به صورت کامل حل شده است. این سه مسئله شامل حدس پوانکاره (مسئلۀ شماره ۲ در فهرست اسمیل) حل شده توسط گریگوری پرلمان در سال ۲۰۰۳، مرکز سازهای دفیمورفیسمها (مسئلۀ شماره ۱۲) حل شده توسط امی ویلکینسون در سال ۲۰۰۹ و سیستم لورنز (مسئلۀ شماره ۱۴) حل شده توسط وارویک توکر در سال ۲۰۰۲ است.